# Elphelt Valentine
 Elphelt Valentine (エルフェルト=ヴァレンタイン  Eruferuto Varentain) è un personaggio immaginario giapponese appartenente alla serie di videogiochi picchiaduro Guilty Gear,creata da Daisuke Ishiwatari. È la sorella minore di Ramlethal Valentine. È giocabile in Guilty Gear -STRIVE-.

## Design
In -SIGN-, Elphelt ha i capelli rosa, gli occhi verdi e indossa un abito principalmente bianco che ricorda un abito da sposa, accentuato con cinture rosse e nastri rosa con simboli di trifoglio. Le sue caratteristiche più notevoli sono il bouquet di grandi rose rosse che porta con sé.
In -REVELATOR- Elphelt ha ricevuto un nuovo desig: I suoi colori, ad eccezione degli occhi e dei dettagli più piccoli sul suo vestito, sono ora completamente in scala di grigi (con i suoi capelli rosa cambiati in grigio chiaro e le cinture rosse sul suo disegno in nero). Ora indossa grosse cinture a spillo sul collo e sui polsi e il suo abito ha un motivo più scuro, più gotico, oltre ad essere aperto nella parte anteriore, esponendo più gambe e scollature. Le rose legate alla sua vita sono ora in un bouquet nero, il trifoglio rosa sul suo accessorio per la testa è cambiato in menta e le pupille nei suoi occhi sono più piccole.

### Profilo
Elphelt è alta 168 centimetri,detesta gli insetti e la solitudine. Apprezza invece i sorrisi,i cani e i dolci.

## Biografia immaginaria
Elphelt Valentine è la terza e presumibilmente l'ultima della serie Valentine creata dall'apocalisse spietata. Durante la sua creazione, sua "Madre" impiantò diversi programmi di subroutine nel suo subconscio a sua insaputa. Poco dopo la sua nascita, è stata lasciata completamente ignorante della sua natura di Valentine e ha condotto una vita relativamente normale.
Alla fine divenne la fidanzata di una cantante dei Death Metal fino al giorno del loro matrimonio, quando la sua programmazione si riattivò e i suoi ricordi tornarono. I dettagli non sono chiari su ciò che è accaduto, ma Elphelt quindi decise di "ribellarsi" contro gli ordini di sua madre e ha fatto irruzione nel laboratorio di Frasco II, dove ha acquisito varie armi magiche dal top-secret Cyrus Project. Successivamente, ha usato la sua capacità di localizzare cellule da Prime Gear per tenere d'occhio Sol Badguy, ma finì per trovare Ky Kiske.
In Guilty Gear -STRIVE- fonda una rock band dal nome Speothos Venaticus.